# Carlos Eduardo Esteves Lima
Carlos Eduardo Esteves Lima (Itambacuri, 1959) is een Braziliaans ingenieur en politicus. Hij werd vooral bekend als de 41e stafchef van Brazilië onder president Lula da Silva, de belangrijkste positie binnen de Braziliaanse regering. 
Lima studeerde ingenieurswetenschappen aan de Federale Universiteit van Minas Gerais en later politicologie. Hij begon zijn politieke carrière in de regering van Fernando Henrique Cardoso, als Viceminister voor pensionen in het Ministerie van Sociale Zaken, tussen 1998 en 2000. In de regering van Lula da Silva werkte hij op het secretariaat van de toenmalige stafchef van Brazilië, Dilma Rousseff. Toen Rousseff aftrad om zich te concentreren op haar presidentiële campagne, werd ze opgevolgd als stafchef door Erenice Guerra en Lima klom op in de hiërarchie binnen het secretariaat. Toen Guerra moest aftreden na aanklachten voor corruptie en nepotisme, werd Lima de stafchef ad interim. Bij het begin van de ambtstermijn van Rousseff werd hij vervangen door Antonio Palocci.